# Phuentsholing
Phuentsholing (chiamata anche Phuntsholing) è una città del Bhutan meridionale, al confine con la città indiana di Jaygaon, situata nel distretto di Chukha.
Da sempre un centro commerciale di primaria importanza per il Bhutan, conta circa 22 000 abitanti (censimento del 2006). Vi si può arrivare solo via terra attraverso la strada che porta da Thimphu verso il Bengala Occidentale. Non è collegata da alcun treno (la stazione ferroviaria più vicina si trova a New Coochbiha, in India)
La popolazione è in parte di etnia bhutanese-tibetana e in parte di etnia nepalese.
Nella zona hanno sede diversi impianti di trasmissione di energia idroelettrica dal Bhutan all'India. Alcuni di questi stabilimenti sono stati oggetto dal 2003 di attentati dinamitardi da parte della guerriglia del Partito Comunista (Marxista-Leninista-Maoista) Bhutanese illegale.
Da Phuentsholing e dall'area rurale circostante provengono molti dei Lotshampa rifugiatisi in Nepal dopo la pulizia etnica voluta dal governo bhutanese negli anni novanta.